# Laakkwartier en Spoorwijk
Laakkwartier en Spoorwijk is een vooroorlogse wijk in Den Haag, gelegen tussen Station Den Haag HS en Rijswijk. De wijk is onderdeel van stadsdeel Laak. De naam is afgeleid van het oude veenriviertje de Laak, dat midden door de wijk loopt en uitkomt in de Haagvliet.
De wijk grenst aan de wijken Binckhorst, Moerwijk, Groente- en Fruitmarkt, Schilderswijk en Stationsbuurt.
Een deel van de wijk is een van de 19 beschermde stadsgezichten van Den Haag.

## Indeling van de wijk
De wijk bestaat uit zes buurten:
- Laakhaven-West en -Oost
- Laakkwartier-West en -Oost
- Spoorwijk
- Noordpolderbuurt, inclusief de Molenwijk

Het hart van de wijk wordt gevormd door het Lorentzplein. Het is een belangrijk verkeersknooppunt tussen de Goeverneurlaan, de Oudemansstraat, de Van Musschenbroekstraat en de Jan van der Heijdenstraat, met tramrails naar de Goeverneurlaan, de Oudemansstraat en de Van der Heijdenstraat.
Laakkwartier-Centraal wordt begrensd door de Rijswijkseweg, Laakkade, Van Zeggelenlaan, Sinjeur Semeijnsweg, Jan van Beersstraat en de Paets van Troostwijkstraat. De grote straten worden gekenmerkt door portieken. Het zuidelijk deel van de wijk heeft een relatief groen karakter met uitzicht op groengebieden van de gemeente Rijswijk.

## Aanleg
Tot 7 december 1843 behoorde onder andere dit gebied tot de gemeente Rijswijk. Zij stond het toen vrijwillig af, omdat zij het niet zagen zitten het nieuwe treinstation Hollands Spoor van politietoezicht te voorzien. Er waren namelijk maar twee agenten in Rijswijk. Het gebied liep tot aan de Hoefkade. Rijswijk wilde er wel een jaarlijkse vergoeding voor, eeuwig durend. Dat was toen 400 gulden. In Euro's is dat 181,50. Nog altijd wordt dit bedrag door de gemeente Den Haag betaald.
Laakkwartier is gebouwd rond 1930 volgens de architectonische inzichten van de Nieuwe Haagse School, wat goed te zien is aan de architectuur van de etagewoningen aan de De Genestetlaan en de Goeverneurlaan. De woningen aan het zuidelijk deel van de Genestetlaan en aanpalende straten als de Janssoniusstraat zijn van vlak voor de Tweede Wereldoorlog en van een uitzonderlijk hoge kwaliteit. Karakteristiek voor de wijk zijn de verhoogde torens op de twee pleinen die de één kilometer lange Goeverneurlaan in drie stukken verdelen. De plattegrond en fysionomie van de wijk zijn door de architect Berlage ontworpen. Berlage heeft ook de witte lichtmasten met de rode uitleggers ontworpen die alleen terug te vinden zijn in de Paets van Troostwijkstraat, maar eerder in alle straten van de wijk gezien konden worden.
Deze lichtmasten, de portiekwoningen, de pleinen met flankerende torens maken de wijk een zeldzaamheid in Nederland. Alleen in Rotterdam en Amsterdam (Hoofdweg, Stadionweg) zijn vergelijkbare grootschalige, monumentale plannen uitgevoerd.

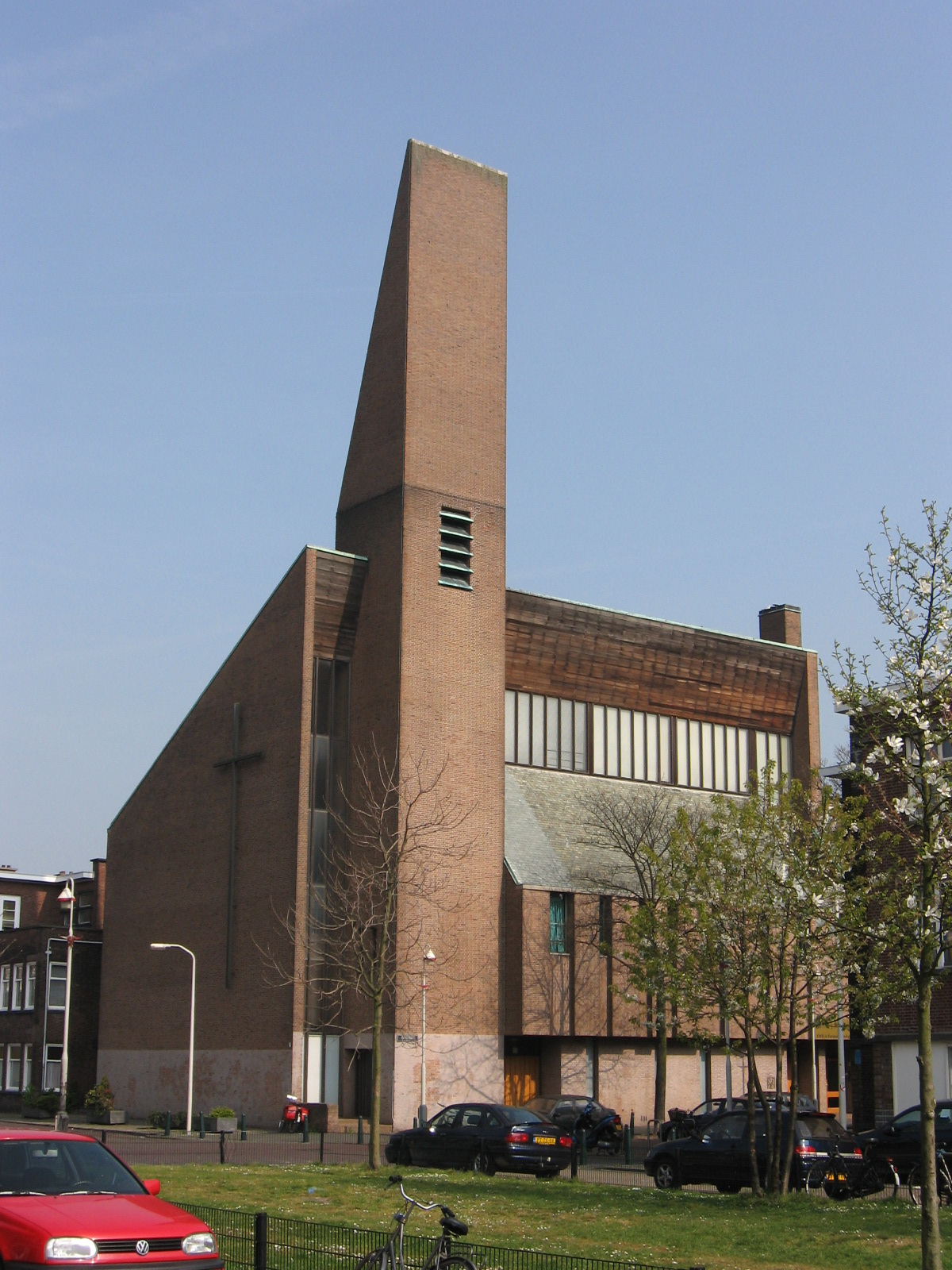
De Laakkerk aan de Isingstraat

Laakkwartier-Centraal ligt tussen Nieuw-Laakhaven, de groenzone die Rijswijk van Den Haag scheidt en beide aanliggende woonwijken Spoorwijk en Molenwijk.
Bepalend voor de wijk is de centrale as die door de wijk loopt: de monumentale Goeverneurlaan.
De parken ten zuidoosten van de wijk hebben een lange historie (Rijswijkse landgoederen langs het Julialaantje) en dienen voor recreatiedoeleinden.

## Latere jaren
Aan het Lorentzplein was tot in de jaren 60 de Rembrandt-bioscoop gevestigd. Daarna heeft Albert Heijn het pand betrokken.  
Opvallend in de geschiedenis van Laakkwartier is het afbranden van een drietal kerken. In 1964 brandde de Laakkerk aan de Isingstraat af - deze werd een jaar later herbouwd. Thans is de Laakkerk in gebruik door de Chinese kerkgemeenschap EMSI, die diensten houdt in het Chinees en in het Nederlands. De twee andere kerken stonden al op de nominatie om te worden afgebroken: in 1992 brandde de Sint-Jeroenkerk in Spoorwijk af door brandstichting, en in 1995 de Oranjekerk. Op de plaats van de oorspronkelijke Oranjekerk is een complex met bejaardenwoningen neergezet. Op de plaats van de Sint-Jeroenkerk is "De Wissel" gebouwd, een moderne hoogbouwtoren.
Vanaf de jaren 80 is de samenstelling van de wijk drastisch veranderd. Er zijn veel mensen van niet westerse afkomst en studenten (van de nabijgelegen Haagse Hogeschool) komen wonen, terwijl de kinderen van de oorspronkelijke bewoners naar elders verhuisd zijn. De ouders zijn vaak gebleven. Hun aantal neemt gestaag af; ze zijn echter sterk aan de wijk verknocht. Waren de winkels aan de Goeverneurlaan vroeger toch redelijk tot "chic", vandaag de dag is de kwaliteit en het uiterlijk ervan achteruitgegaan.

## Imago

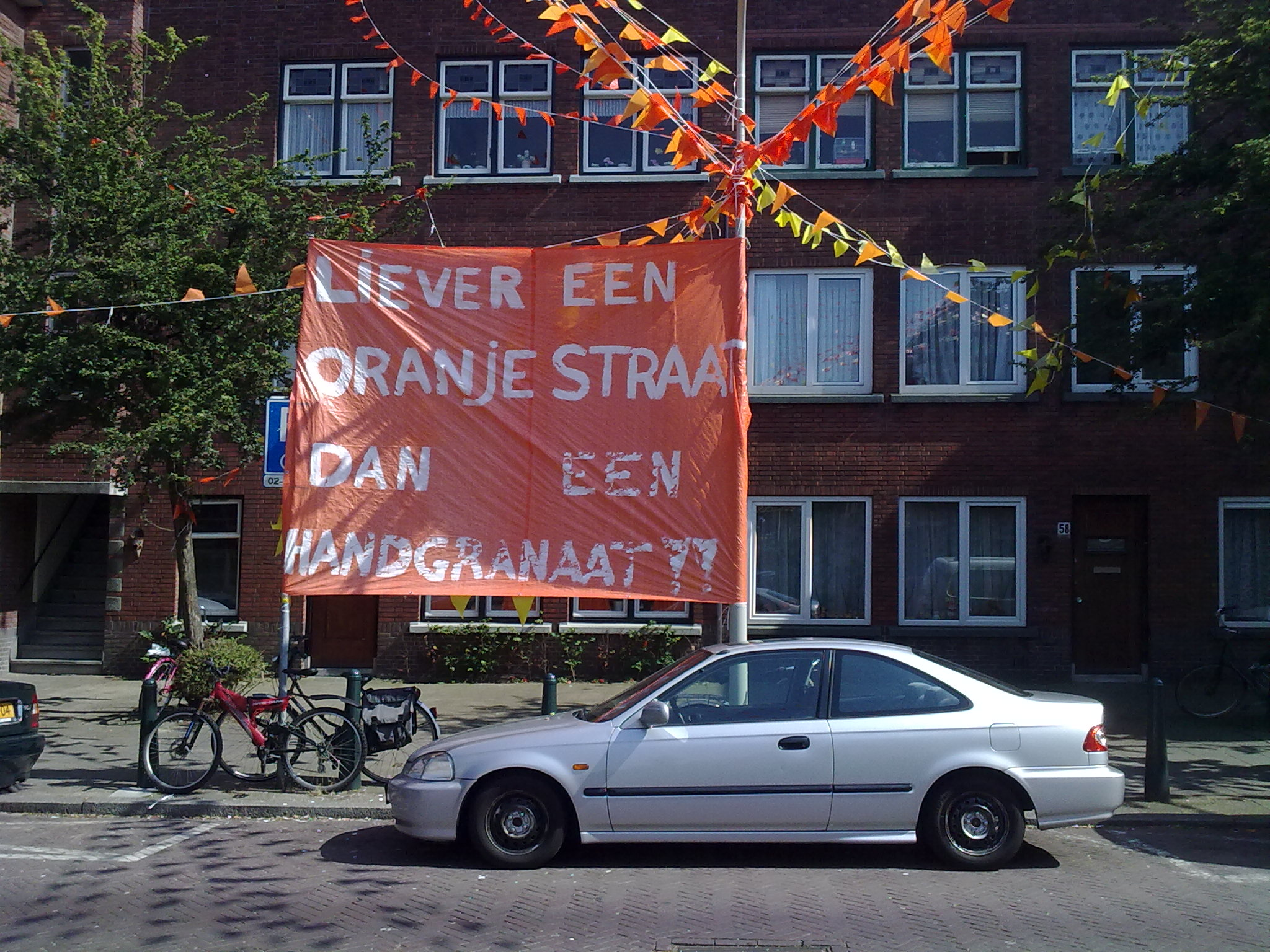
Versierde Antheunisstraat bij het WK voetbal 2010

De wijk kwam op 10 november 2004 in het wereldnieuws vanwege een grootschalige politie-inval in een woning aan de Antheunisstraat, waar leden van de Hofstadgroep zich schuil hielden. Omdat hierbij meteen een handgranaat naar de politie werd geworpen, waarbij drie gewonden vielen, werd een groot deel van de wijk een dag en een nacht geheel afgesloten en werden alle bewoners geëvacueerd. Een en ander leidde tot wrijvingen tussen autochtonen en allochtonen. Daarna had deze Haagse wijk te kampen met een negatief imago. Mede door inzet van het Wijkberaad trad er langzaam weer herstel op. Het Wijkberaad heeft het succesvolle project Straatvertegenwoordigers gestart, waarmee vele prijzen zijn gewonnen. Ook wordt in samenwerking met de scholen in Laak intensief gewerkt aan integratie en tolerantie. Tijdens het WK voetbal in de zomer van 2010 laat de Antheunisstraat deze periode definitief achter zich met een groot opschrift Liever een oranje straat dan een handgranaat (zie foto).
De afgelopen jaren zijn veel huizen in de wijk gerestaureerd. Enkele huizen zijn ook gesloopt (zoals aan de Van Musschenbroekstraat) om plaats te maken voor goed in de bestaande bebouwing passende nieuwbouw. Zie verder ook Spoorwijk.

## Straatnamen in Laakkwartier

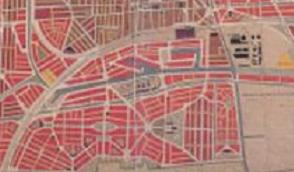
Stratenplan, uitbreidingsplan Berlage 1908 (niet zo uitgevoerd)

Het noordoostelijkste deel van de wijk bestaat uit straatnamen die verwijzen naar natuurwetenschappers, biologen en medici, bijvoorbeeld de Lamarckstraat (Frans bioloog); Lyonnetstraat (Nederlands bioloog); Trembleystraat (Zwitsers bioloog); Miquelstraat (Nederlands botanicus); Zacharias Jansenstraat (Nederlands brillenslijper); Lorentzplein (Nederlands natuurkundige); Pasteurstraat (Frans bioloog/scheikundige); Paets van Troostwijkstraat (Nederlands natuurkundige); Linnaeusstraat (oorspronkelijk Zweeds bioloog en arts) en Drebbelstraat (Nederlandse cartograaf).
In het zuidelijke deel (tussen de Oudemansstraat en de Van Zeggelenlaan) zijn de straten genoemd naar 19e-eeuwse schrijvers, bijvoorbeeld de De Genestetlaan (Nederlands dichter); Allard Piersonlaan (Nederlands schrijver en predikant); Haverschmidtstraat (Nederlands dichter en predikant); Piet Paaltjensstraat (diens pseudoniem); Annie Foorestraat (Nederlands schrijfster); Koopmans van Boekerenstraat (Nederlands schrijver en predikant); Elise van Calcarstraat (Nederlands schrijfster, pedagoge, spiritiste en feministe); Jan van Beersstraat (Vlaams dichter); Withuysstraat (Nederlands dichter); Van Zeggelenlaan (Nederlands schrijver en boekdrukker); Jan Wapstraat (Nederlands schrijver); Hugo Verrieststraat (Vlaams dichter en priester); Guido Gezellestraat (West-Vlaams dialectdichter en priester) en Sinjeur Semeynsweg (titel van een roman van Hendrik Jan Schimmel, 1875).

## Sport
Laakkwartier heeft ook een eigen voetbalvereniging: HVV Laakkwartier. Aan het veld aan de Jan van Beersstraat speelt 'Laakkwartier' regelmatig oefenduels tegen ADO Den Haag.
Het eerste team van Laakkwartier komt momenteel uit in de tweede klasse van de KNVB; in het seizoen 2006/2007 werd in de eerste klasse gespeeld. De D-junioren van Laakkwartier komen in 2012/2013 uit in de regionale divisie en van de overige jeugd spelen de eerste teams in de hoofdklasse of in de eerste/tweede klasse.
Momenteel beschikt Laakkwartier over een kunstgrasveld, een playground en aparte e/f velden.

## Tramlijnen
De eerste rail-lijn door de polder wat later Laakkwartier zou worden was tevens de eerste interlokale tramlijn in de Benelux; het was de paardentram naar Delft, in 1866. In 1887 werd dit een stoomtramlijn. In 1923 werd dit de elektrische lijn I - 1. De eerste elektrische stadstram kwam  voorzichtig een stukje de wijk in in 1914. Dit was de eerste tramlijn 2. Deze reed via het Leeghwaterplein, en niet verder dan het slachthuis. In 1922 volgde verlenging via wat nu de Neherkade heet, Stieltjesstraat, en Hildebrandplein. In 1926 werd de lijn doorgetrokken naar de Schimmelweg. Heen via Alberdingk Thijmstraat, terug via Jonathanstraat en Potgieterstraat. In 1937 werd deze eerste lijn 2 opgeheven. In 1944 keerde in de vorm van lijn 4 (2e) de tram terug op het traject station HS - Leeghwaterplein; de rails van lijn 2 lag daar nog en werd opnieuw gebruikt. In 1945 werd lijn 4 verlengd via Oudemanstraat en Gouverneurlaan tot de Van Zeggelenlaan; in 1947 tot het Hildebrandplein, en in 1952 tot de Loevesteinlaan. In 1959 werd lijn 4 vervangen door lijn 16 & 17. Lijn 17 (3e) verdween alweer in 1965. In 1923 kwam lijn I - 3 lijn I - 1 versterken, tot Rijswijk. Zij reden beide over de Rijswijkse weg door de wijk. In 1934 werd lijn I - 3 verlengd naar station Voorburg. In 1963 werd dit lijn 36, en in 1966 werd dat lijn 10 (2e). In november 1927 ging lijn 10 door Molenwijk rijden, tot in de Stuwstraat. Tussen januari en november 1927 deed lijn 17 (2e) dat al. In 1952 werd lijn 10 verlengd met een keerlus die net door Rijswijk ging. In 1966 vervalt het deel door Molenwijk. Lijn 10 (3e) gaat naar Station Voorburg rijden. Tramlijn 36 vervalt daarom. Lijn 10 bleef tot in 2013 door de wijk rijden, maar vanaf 2011 in ingekorte vorm.
Sinds 1959 rijdt HTM-tramlijn 16 door de wijk heen, de opvolger van de lijnen 4 en 4A. In de jaren 60 reden voor het eerst de beroemde PCC-cars over de Goeverneurlaan. In 1983 werd lijn 16 gekoppeld aan lijn 12 en verdween het lijnnummer 16. In 1996 werd die koppeling weer afgeschaft en keerde lijn 16 terug. De huidige lijn 17(5e) rijdt sinds 1999 door de wijk. Hij takt bij het Jonckbloetplein van het traject van lijn 16 af richting Rijswijk via de De Genestetlaan.
Lijn 1 volgt dezelfde route door de wijk, met als enig verschil dat hij bij het Lorentzplein naar links afslaat. Via de Jan van der Heijdenstraat rijdt deze tram vervolgens naar Delft. Lijn 15 rijdt langs de achterzijde van het Laakkwartier tot halte Broeksloot, waarna hij samenkomt met het spoor van lijn 1.